# 오인철
오인철(吳寅哲, 1967년 5월 24일 ~ )은 대한민국의 충청남도의원이다.

## 학력
- 천안신안국민학교 (졸업)
- 천성중학교 (졸업)
- 수원공업고등학교 (졸업)
- 강남대학교 (부동산학과  / 학사)
- 강남대학교 대학원
  - (부동산학 / 석사)
  - (부동산학 / 박사)

## 경력
- 한국건설연구소 책임연구원
- 강남대학교 부동산학과 겸임교수
- 2014년 7월 1일 ~ 2018년 6월 30일: 제10대 충청남도의회 의원
- 2018년 7월 1일 ~ 2022년 6월 30일: 제11대 충청남도의회 의원
- 2022년 7월 1일 ~ : 제12대 충청남도의회 의원

## 역대 선거 결과
|  | 51.00% |

|  | 76.70% |

|  | 56.59% |